# Joekagieren

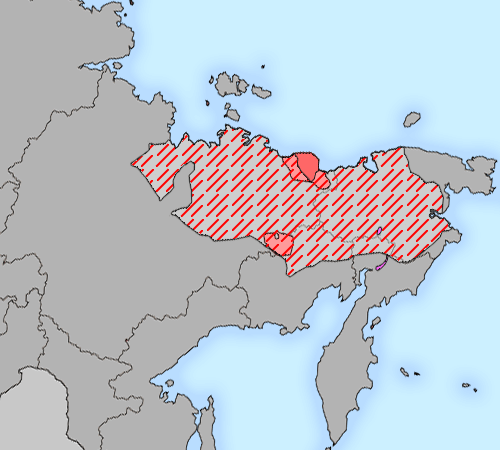
Globale leefgebieden van de Joekagieren in de 17e eeuw (gearceerd) en eind 20e eeuw (donker gekleurd). De leefgebieden van de nu Russisch en Tsjoektsjisch sprekende Tsjoevanen eind 20e eeuw zijn weergegeven in roze.

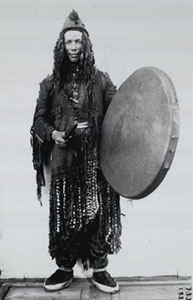
Sjamaan bij de Joekagieren, 1902

De Joekagieren (Russisch: юкаги́ры, Joekagiers: вадул, одул) zijn een paleosiberisch volk dat in het oosten van Siberië, in het bekken van de Kolyma leeft. Volgens de Russische volkstelling van 2010 waren ze met 1.603 mensen, wat meer is dan de 1.509 in 2002. Tsjoevanskoje is de belangrijkste plaats waar de Joekagierenstam der Tsjoevanen woont binnen Tsjoekotka. Het aantal sprekers van het Joekagiers was 370 (2010), ook spreken ze Jakoets of Russisch.
De Toendrajoekagieren leven in het laaggelegen deel van de Kolyma in de Russische autonome republiek Jakoetië, vooral in de plaatsen Tsjerski en Androesjkino. De Taigajoekagieren in het hooggelegen gedeelte van de Kolyma en in het district Srednekanski van de oblast Magadan.
De oorsprong van de Joekagieren lag mogelijk bij de neolithische Ymyjachtachcultuur.
In de tijd van de Russische kolonisatie in de 17de eeuw leefden de stammen in gebieden tussen de Lena en de monding van de Anadyr. Het aantal Joekagieren verminderde tussen de 17de en de 19de eeuw door epidemieën, onderlinge twisten, twisten met andere volkeren en de koloniale politiek van de tsaren (de jasak en amanat). Sommige Joekagieren assimileerden met de Jakoeten, Evenen en de Russen.
| Jaar            | Aantal      |
| --------------- | ----------- |
| midden 17e eeuw | 4.500-5.000 |
| eind 17e eeuw   | 2.535       |
| begin 18e eeuw  | 1.400-1.500 |
| 1897            | 948         |
| 1926            | 443         |
| 1959            | 442         |
| 1970            | 600         |
| 1979            | 835         |
| 1989            | 1.112       |
| 2002            | 1.509       |
| 2010            | 1.603       |
| 2021            | 1.802       |